# جورج ك. برادي
جورج ك. برادي (بالإنجليزية: George K. Brady)‏ هو سياسي أمريكي، ولد في 9 ديسمبر 1838 في الولايات المتحدة، وتوفي في 20 يناير 1899 في نفس البلد. انتخب Commander of the Department of Alaska ‏ (1 سبتمبر 1870 – 22 سبتمبر 1870).